# گمینا گووونو
گمینا گووونو (به لهستانی:  Gmina Głowno) یک گمینا در لهستان است که در شهرستان ازگیش واقع شده‌است. گمینا گووونو ۱۰۴٫۴۵ کیلومتر مربع مساحت و ۴٬۹۵۶ نفر جمعیت دارد.